# Matthew Dunn
Pour les articles homonymes, voir Dunn.
Matthew James Dunn, né le 2 septembre 1973 à Leeton en Nouvelle-Galles du Sud, est un nageur australien. Il connaît son heure de gloire aux jeux du Commonwealth de 1998 organisés en Malaisie, où il bat le record du monde du 4 × 200 m nage libre associé à Ian Thorpe, Michael Klim et Daniel Kowalski, le quatuor australien effaçant de neuf centièmes de seconde l'ancienne référence du relais de l'Équipe unifiée champion olympique en 1992. Par ailleurs, l'Australien fut tenant du record du monde du 400 m 4 nages en petit bassin entre 1998 et 2003.
Toujours pour son pays, il dispute les Jeux olympiques de 1992 à Barcelone, de 1996 à Atlanta et de 2000 à Sydney fort d'une collaboration engagée avec le Russe Gennadi Touretski, l'entraîneur d'Alexander Popov. Il obtient ses meilleurs résultats en 1996 en terminant au pied du podium sur 400 m 4 nages et cinquième sur 200 m 4 nages.
Dunn est un spécialiste du petit bassin (25 m), où il remporte de nombreuses médailles dans les années 1990. Il gagne également de nombreuses médailles d'or aux jeux du Commonwealth ou aux championnats pan-pacifiques dans les épreuves de 4 nages.

## Palmarès

### Championnats du monde
| Épreuve / Édition    | Grand bassin     |                      | Petit bassin       | Petit bassin     | Petit bassin |
| Épreuve / Édition    | Perth 1998       | Rio de Janeiro 1995  | Göteborg 1997      | Hong Kong 1999   |              |
| 100 m 4 nages        | -                | -                    | -                  | Argent 54 s 77   |              |
| 200 m 4 nages        | 4e 2 min 2 s 03  | Or 1 min 56 s 86     | Or 1 min 57 s 46   | Or 1 min 55 s 81 |              |
| 400 m 4 nages        | 4e 4 min 16 s 76 | Or 4 min 8 s 02      | Or 4 min 6 s 89    | Or 4 min 6 s 05  |              |
| 4 × 100 m nage libre | -                | Argent 3 min 17 s 27 | -                  | -                |              |
| 4 × 200 m nage libre | -                | Or 7 min 7 s 97      | Or 7 min 2 s 74 RM | -                |              |